# Allium vasilevskajae
Allium vasilevskajae (цибуля Василевської) — вид трав'янистих рослин родини амарилісові (Amaryllidaceae), поширений у південній Вірменії, північно-західному Ірані.

## Опис
Цибулина кругла, 3–4 см в діаметрі; зовнішні оболонки коричневі, внутрішні — блідо-рожеві. Стеблина пряма, завдовжки 10–15 см. Листків 2(?), 0.8–2 см завширшки, лінійно-ланцетні, вигнуті, верхівка загострена, поля дуже незначно хвилясті. Зонтик півсферичний, діаметром 3.5–5 см, багатоквітковий. Оцвітина дзвінчаста, від білястого до рожевого забарвлення; листочки оцвітини нерівні, зовнішні завдовжки 0.6–0.7 см, внутрішні — 0.7–7.5 см, вузько ланцетні, верхівка гостра, вигнута; серединна жилка листочків оцвітини виразна, пурпурно-фіолетова. Пиляки пурпурно-фіолетові. Зонтик у час плодоношення напівсферичний, діаметром 3.5–5 см. Коробочка яйцеподібна, заввишки 0.6 см. Насіння 2 × 3 мм, неправильної форми, чорне.
Час цвітіння: травень і червень. Час плодоношення: червень.

## Поширення
Поширений у південній Вірменії, північно-західному Ірані.
Трапляється в кам'янистих місцях та на осипах у верхній гірській зоні, між 2200–2300 м н.р.м.